# Dignathia
Dignathia is een geslacht uit de grassenfamilie (Poaceae). De soorten van dit geslacht komen voor in Afrika en Azië.

## Soorten
Van het geslacht zijn de volgende soorten bekend: 
- Dignathia aristata
- Dignathia ciliata
- Dignathia gracilis
- Dignathia hirtella
- Dignathia pilosa
- Dignathia villosa